# 三角錫子
三角 錫子（みすみ すずこ、1872年5月26日（明治5年4月20日） - 1921年（大正10年）3月12日）は、石川県金沢市出身の日本の教育者。
金沢藩藩士の三角家長女として生まれた。女子高等師範学校卒業。北海道札幌区女子尋常高等小学校、東京女学館、女子高等師範学校、北海道師範学校、私立横浜女学校、私立東京高等女学校などで教鞭を取った後、一時病気療養で休職し逗子で転地療養していた。1908年4月、鎌倉女学校、東京高等女学校などで教鞭を取った後、常磐松女学校（現トキワ松学園）を創立、初代校長となった。1910年1月23日に起きた逗子開成中学校ボート転覆事故の鎮魂歌「七里ヶ浜の哀歌」（真白き富士の根）の作詞者として知られる。
1897年2月に札幌の資産家で学校経営者の富所広吉（1859年生-1932年没）と結婚し、1901年7月に協議離婚。1910年には自身より9年下の逗子開成中学校社会科教師石塚巳三郎との縁談があったが、石塚がボート転覆事故で辞職し、破談した。石塚の息子で作家の宮内寒弥は小説『七里ヶ浜』（1978年）において、徳冨蘆花の『不如帰』に傾倒する父が三角の患っていた結核を文学と結び付けて縁談を受けたのではあるまいかと記述している。
弟の鎌三、康正、武雄は東京開成中学校に通った。そのため、父亡き後弟の養育をしていた三角は開成校長田邊新之助と面識があり、三角から田邊に開成の系列にある鎌倉女学校での勤務を申し出た。弟の愛三が三菱財閥創業一族岩崎家（岩崎輝弥）の家庭教師を務めたことにより岩崎家は生活に困窮した三角家の後ろ盾となった。末弟の武雄は「七里ヶ浜の哀歌」（真白き富士の根）の楽譜復刻に携わっている。

## 経歴
- 1892年3月 東京女子高等師範学校（現お茶の水女子大学）数学科卒業
- 1908年4月 鎌倉女学校教員（1911年3月まで）
- 1910年 「七里ヶ浜の哀歌」を作詞。
- 1916年 常磐松女学校校長
- 1920年 婦人公論4月号に自叙伝『涙と汗の記』が掲載される（「七里ヶ浜の哀歌」の記述はない[5]）。

## 著書
- 『婦人生活の創造』（1996年1月、大空社）ISBN 978-4756800282

## 関連書籍
- 『真白き富士の嶺―三角錫子の生涯』（村上尋、1992年6月、足立区コミュニティ文化・スポーツ公社）ISBN 978-4810703337